# Grabow (Bodden)

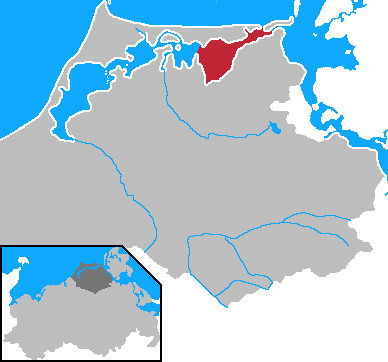
Die Lage der Grabow

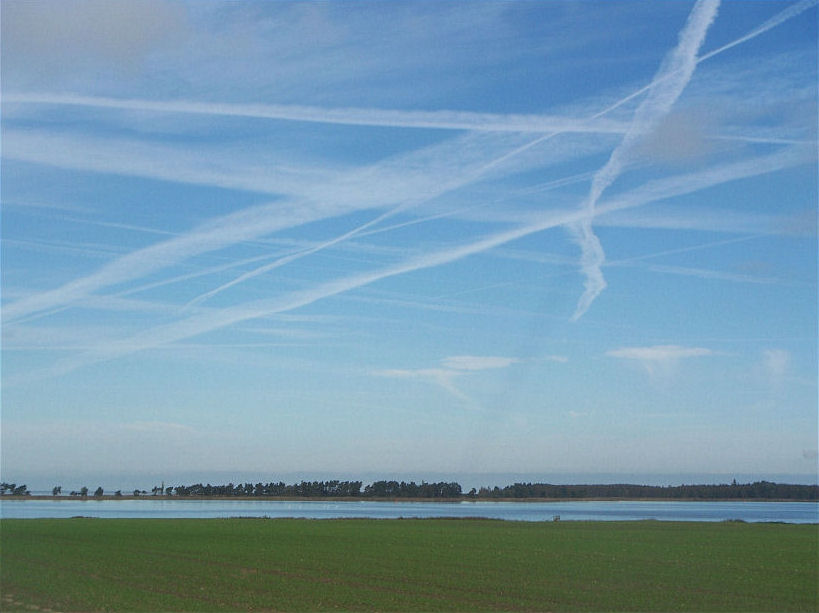
Boddenküste bei Nisdorf

Die Grabow ist eine kleine Lagune der Ostsee südlich der Halbinseln Zingst und Großer Werder und der Inselgruppe Kleiner Werder. 
Sie liegt an der Küste von Mecklenburg-Vorpommern zwischen Stralsund und Barth und bildet den Ostteil der Darß-Zingster Boddenkette. Ihr Nordteil gehört zum Nationalpark Vorpommersche Boddenlandschaft.
An der Grabow liegen die beiden zu Groß Mohrdorf gehörenden kleineren Dörfer Nisdorf und Kinnbackenhagen sowie das zu Kenz-Küstrow gehörende Dorf Dabitz.
Die Grabow ist ein beliebtes Angelrevier. 

## Lage
Koordinaten: 54° 23′ 17″ N, 12° 50′ 9″ O